# Marvelous Nakamba
Marvelous Nakamba (Hwange, 19 de enero de 1994) es un futbolista zimbabuense que juega de centrocampista en el Luton Town F. C. de la League One de Inglaterra.

## Trayectoria
Nacido en Hwange, Zimbabue, debutó con el Bantu Rovers de su país natal en 2010, con tan solo 16 años. Dejó el país en julio de 2012 y tuvo su oportunidad en Francia.
Nakamba se unió oficialmente al Nancy el 24 de diciembre de 2012, por una tarifa no divulgada. Recibió la autorización internacional siete días después, y fue asignado al equipo de reserva en CFA.
El 9 de mayo de 2014, Nakamba jugó su primer partido como profesional, comenzando con una victoria de local por 3-1 contra el Angers SCO. Jugó su segundo partido siete días más tarde, ingresando desde el banco de suplentes en el 0-0 como visitante ante el AJ Auxerre, y el 19 de mayo de ese mismo año el club decidió renovarle el contrato.

### Vitesse
El 13 de agosto, firmó un contrato de cuatro años con el Vitesse. El jugador llegaba como agente libre e hizo su debut para el club el 27 de septiembre, como sustituto de Kelvin Leerdam en el triunfo por 6-2 contra el Dordrecht. Poco a poco Nakamba comenzó a establecerse en el once inicial del Vitesse durante la campaña 2015-16 y llegó a jugar en total treinta veces, anotando una sola vez contra el Graafschap en un empate 2-2.

### Club Brujas
El 20 de junio de 2017 se unió al equipo belga del Club Brujas en un contrato de cuatro años por una tarifa de alrededor de 4 millones £.
El jugador se convierte en el jugador "Proximus" del mes de septiembre de 2017.

### Inglaterra
El 1 de agosto de 2019 el Aston Villa hizo oficial su fichaje. Estuvo tres temporadas y media antes de partir el 31 de enero de 2023 al Luton Town F. C. para jugar como cedido lo que restaba de campaña. En ese periodo de tiempo consiguieron ascender de categoría y se acabó quedando en propiedad.

## Selección nacional
Ha sido internacional con la selección de Zimbabue en 28 ocasiones.